# Autoestrada A6
La Autoestrada A6, más conocida como Autoestrada do Alentejo, es una autopista de Portugal que une Marateca con la frontera de España, en Caia, pasando por Montemor-o-Novo, Évora, Estremoz y Elvas. Esta tiene una longitud de 159 kilómetros aproximadamente.
Su construcción finalizó en 1999 y es un eje fundamental en la conexión de Lisboa con Madrid. La A6 comienza en el enlace de la A2 con la A13, en las cercanías de Marateca, pasa por Montemor-o-Novo y después llega a Évora, donde enlaza con la IP2. Entre Évora y Estremoz, la IP2 comparte trazado con la A6. A partir de aquí, pasa por Elvas y por Caia, donde enlaza con España en Extremadura. Esta tiene 13 enlaces y 4 áreas de servicio.
La A6 forma parte de la E-90 y dentro del Plano Rodoviário Nacional 2000, está identificada como integrante del Itinerario Principal 7.
La concesionaria de esta autopista es Brisa y está en régimen de peaje físico.

## Tramos
| Tramos                                 | Estado (2010)                    | km   |
| -------------------------------------- | -------------------------------- | ---- |
| A 6 / A 13 - Montemor-o-Novo (este)    | En servicio (agosto de 1995)     | 43,9 |
| Montemor-o-Novo (este) - Évora (oeste) | En servicio (abril de 1998)      | 15,2 |
| Évora (oeste) - Estremoz               | En servicio (mayo de 1998)       | 45,9 |
| Estremoz - Elvas                       | En servicio (septiembre de 1999) | 35,2 |
| Elvas - Caia (frontera con España)     | En servicio (1998)               | 18,5 |

## Capacidad
| Sección         | Capacidad | Longitud |
| --------------- | --------- | -------- |
| Marateca - Caia |           | 158,7 km |

## Tráfico
| Sección                                          | Tráfico (en vehículos por hora) en 2010 |
| ------------------------------------------------ | --------------------------------------- |
| A 2 / A 13 - Vendas Novas                        | 8855                                    |
| Vendas Novas - Montemor-o-Novo (oeste)           | 8161                                    |
| Montemor-o-Novo (oeste) - Montemor-o-Novo (este) | 7470                                    |
| Montemor-o-Novo (este) - Évora (oeste)           | 6614                                    |
| Évora (oeste) - Évora (este)                     | 3080                                    |
| Évora (este) - Estremoz                          | 3860                                    |
| Estremoz - Borba                                 | 2909                                    |
| Borba - Elvas                                    | 2841                                    |

## Tarifas
La tabla de la derecha muestra las tarifas que corresponden con el trayecto completo entre Lisboa y Caia, y el trayecto exclusivo de la A6, entre Marateca y Caia.
| Clase de vehículo | Tarifa Lisboa - Elvas (2013) | Tarifa Marateca - Elvas (2013) |
| ----------------- | ---------------------------- | ------------------------------ |
| 1                 | 16,15 €                      | 13,05 €                        |
| 2                 | 28,35 €                      | 22,90 €                        |
| 3                 | 36,45 €                      | 29,40 €                        |
| 4                 | 40,50 €                      | 32,70 €                        |
| 5                 | 11,31 €                      | 9,14 €                         |

NOTA: Las clases hacen referencia a los siguientes tipos de vehículos:
- Clase 1: motocicletas y vehículos con una altura, medida en vertical desde el primer eje, inferior a 1,1 m, incluido si llevan remolque
- Clase 2: vehículos con dos ejes y una altura, medida en vertical desde el primer eje, igual o superior a 1,1 m.
- Clase 3: vehículos con tres ejes y una altura, medida en vertical desde el primer eje, igual o superior a 1,1m.
- Clase 4: vehículos con más de tres ejes y una altura, medida en vertical desde el primer eje, igual o superior a 1,1m.
- Clase 5: motocicletas y vehículos de la clase 1 que utilizan el sistema Vía Verde.

## Salidas
| Número de Salida                            | Nombre de Salida                              | Carretera que enlaza |
| ------------------------------------------- | --------------------------------------------- | -------------------- |
|                                             | Lisboa - Setúbal                              | A 2 E-01 E-90        |
| 1                                           | Santarém - Benavente Albufeira - Faro         | A 13 A 2 E-01        |
| Área de servicio de Vendas Novas (km 6)     |                                               |                      |
| 2                                           | Vendas Novas                                  | N 4                  |
| 3                                           | Montemor-o-Novo (oeste) - Coruche             | N 114                |
| 4                                           | Montemor-o-Novo (este) - Arraiolos            | N 4                  |
| Área de servicio de Montemor-o-Novo (km 54) |                                               |                      |
| 5                                           | Évora (oeste)                                 | N 114                |
| 6                                           | Évora (este) - Beja                           | IP 2 E-802 N 18      |
| Área de servicio de Estremoz (km 99)        |                                               |                      |
| 7                                           | Estremoz - Portalegre                         | IP 2 E-802           |
| 8                                           | Borba Vila Viçosa                             | N 4 N 255            |
| Peaje de Elvas                              |                                               |                      |
| 9                                           | Elvas (oeste) - Vila Boim                     | N 4                  |
| 10                                          | Santa Eulália - São Vicente e Ventosa - Elvas | N 246                |
| 11                                          | Campo Maior - Elvas - Portalegre              | N 373                |
| 12                                          | Elvas (este)                                  | N 4                  |
| 13                                          | Caia Área de servicio de Caia (km 157)        |                      |
|                                             | Frontera                                      |                      |
|                                             | España                                        | A-5 E-90             |